# X-Men (film)
X-Men è un film del 2000 diretto da Bryan Singer.
Basato sull'omonimo gruppo di Marvel Comics, creata nel 1963 dallo scrittore Stan Lee e dal disegnatore Jack Kirby.
Fra gli attori principali, Patrick Stewart nel ruolo dell'idealista Professor X, Ian McKellen in quello del suo migliore amico ma rivale Magneto ed i due all'epoca poco conosciuti Hugh Jackman e Halle Berry, nei ruoli rispettivamente di Wolverine e di Tempesta, portati al successo proprio da questa pellicola. Per gli altri ruoli furono ingaggiati James Marsden, Famke Janssen, il premio Oscar Anna Paquin, Rebecca Romijn, Tyler Mane e Ray Park.
Il film è stato presentato in anteprima a Ellis Island il 12 luglio 2000 ed è stato distribuito negli Stati Uniti due giorni dopo. È stato un successo al botteghino, incassando oltre 296 milioni di dollari in tutto il mondo e ha ricevuto recensioni positive dalla critica, citando le sue interpretazioni, la storia e la profondità tematica.

## Trama
Polonia, 1944. In un campo di concentramento, durante la seconda guerra mondiale, un ragazzo di origini ebraiche di nome Erik Lehnsherr viene separato violentemente dai suoi familiari. Si tratta di un mutante, e la sua collera arriverà a contorcere il cancello di metallo che lo separa dalla madre, trascinata all'interno del campo. Erik, disperato, è trattenuto dai soldati nazisti. Circa sessanta anni dopo, una ragazza di nome Marie conduce una vita serena e, nell'intimità della sua stanza, scambia il suo primo bacio con il suo ragazzo. Si scopre che è anch'essa una mutante, quando il ragazzo rimane quasi ucciso dopo aver toccato le sue labbra. Spaventata per l'accaduto, decide di fuggire.
A Washington, durante un congresso, il senatore Robert Kelly cerca di far passare la legge sulla "Registrazione dei mutanti", facendo notare quanto questi siano pericolosi per la civiltà potendo rimanere nascosti. Nonostante il parere contrario della dottoressa Jean Grey, la popolazione sembra supportarlo. A tale confronto presenzia anche un ormai anziano Erik Lehnsherr, il quale viene avvicinato dal professor Charles Xavier, che scopriamo essere suo vecchio amico e che tenta di scoraggiarlo dall'iniziare una guerra tra mutanti e umani, ma Lehnsherr, memore delle persecuzioni da lui subite dai nazisti verso gli ebrei, teme il ripetersi di una situazione analoga verso i mutanti, ragion per cui rimane fermo nelle sue convinzioni sull'innescare un conflitto. Intanto Marie arriva in Canada dove incontra in un bar l'ambiguo e solitario Logan, un mutante con capacità rigenerative, capace di far emergere degli artigli dalle proprie mani che negli incontri di lotta clandestini a cui partecipa viene soprannominato Wolverine (termine inglese per il ghiottone, grosso parente della martora e della faina tipico delle foreste del nord). I due fanno amicizia, ma vengono fermati da un energumeno di nome Sabretooth, che attacca Logan con cui sembra condividere alcuni poteri. L'arrivo di altri due mutanti, Tempesta e Ciclope, mette in fuga il bestione e questi salvano sia Marie che Logan.
Logan si risveglia alla X-Mansion, una scuola privata per giovani mutanti, dove incontra il Professor Xavier; questi gli spiega di essere anch'egli un mutante, un potente telepate, e che ha costruito una scuola per "giovani dotati" allo scopo di insegnare ai ragazzi ad usare al meglio i propri poteri (anche dal punto di vista etico). Wolverine fa la conoscenza del gruppo degli X-Men, mutanti odiati da quegli esseri umani che loro stessi difendono: Scott Summers alias Ciclope, il leader del gruppo, che può emettere potenti raggi dagli occhi; Ororo Munroe alias Tempesta, che può comandare gli agenti atmosferici; Jean Grey, fidanzata di Scott, telecineta e dotata di enormi poteri telepatici di cui lei stessa ignora le potenzialità. Charles spiega quali sono i poteri di Marie, soprannominata Rogue: ella può assorbire i poteri degli altri mutanti, ma i suoi poteri sugli umani hanno invece l'effetto di assorbire la forza vitale e la memoria. Xavier spiega a Logan che c'è anche un gruppo di mutanti malvagi, conosciuto come la Confraternita, e di cui fanno parte Erik Lehnsherr alias Magneto, suo ex amico, che può manipolare i metalli; Victor Creed alias Sabretooth, potente bestione primordiale; Mortimer Toynbee alias Toad, un ranocchio umano; Raven Darkholme alias Mystica, una mutaforma.
Secondo Xavier, Magneto vuole qualcosa da Wolverine e chiede al mutante di combattere al fianco degli X-Men promettendogli di rivelargli tutto sul suo passato, di cui Wolverine non ha più memoria. Rogue intanto inizia a frequentare anche lei le lezioni alla X-Mansion e qui conosce John Allerdyce, un giovane mutante con poteri pirocinetici e Bobby Drake, in grado di manipolare il ghiaccio, dal quale rimane attratta.
Il senatore Kelly nel frattempo viene rapito e portato nel covo di Magneto sull'isola di Genosha, dove questi gli mostra un macchinario, da lui ideato, che è in grado di trasformare gli umani in mutanti. Kelly viene usato per testare la macchina che gli conferisce la capacità di rendersi liquido; con i suoi nuovi poteri Kelly riesce a fuggire. Quella notte Rogue sveglia Wolverine mentre sta avendo un incubo sul suo passato, e in quel momento Logan si sveglia, trafiggendola con i suoi artigli; Rogue però riesce ad assorbire per un breve momento i poteri rigenerativi di Logan salvandosi la vita. Poco dopo Mystica, assumendo le sembianze di Bobby le rivela che Xavier è arrabbiato con lei e che dovrebbe lasciare la scuola. Charles, venuto a sapere della fuga di Marie, la rintraccia usando Cerebro (un apparecchio che estende i suoi poteri telepatici), e gli X-Men si dirigono alla stazione del treno per recuperarla; nel mentre però Raven accede a Cerebro e sabota il macchinario in quanto è stato costruito sia da Charles che da Erik.
Logan riesce a trovare Marie e a convincerla a tornare ma in quel momento giungono Magneto con la sua Confraternita e nonostante l'intervento di Xavier, che prova a controllare a distanza le menti di Sabretooth e Toad, Wolverine è costretto a lasciare la ragazza alla mercé della Confraternita, quando Magneto minaccia la vita delle autorità giunte sul posto. Charles prova allora a usare Cerebro per individuare Erik, ma il virus posto nella macchina da Mystica lo fa cadere in coma. Successivamente Kelly giunge al Maniero in cerca di aiuto e, sotto gli occhi inorriditi di Ororo la sua mutazione accelera esponenzialmente fino ad ucciderlo. Gli X-Men scoprono così che la macchina di Magneto può trasformare gli umani in invertebrati che muoiono nel giro di poche ore, poiché il loro corpo non è in grado di reggere il gene mutante. Wolverine capisce quindi che in realtà Magneto vuole Rogue per sfruttare il suo potere: usare la macchina lo ha quasi ucciso, pertanto Erik vuole passare i suoi poteri a Rogue e usarla per dare energia alla macchina.
Jean allora aggiusta Cerebro e con un immenso sforzo usa i suoi limitati poteri telepatici per localizzare Magneto: egli si trova sulla Statua della Libertà dalla quale potrà attivare il suo macchinario e "mutare" milioni di persone nel centro di New York, tra cui tutti i potenti della Terra riuniti ad un Summit per l'approvazione della legge sulla Registrazione dei mutanti. Wolverine si unisce così agli X-Men e il gruppo parte alla volta di Liberty Island dove ad attenderli ci sono i mutanti della Confraternita. Nella battaglia seguente, Toad viene folgorato da Tempesta, mentre Wolverine riesce a sconfiggere Mystica (riconoscendo il suo odore grazie al suo olfatto sviluppato) per poi affrontare Sabretooth in un violento corpo a corpo dal quale esce vincitore con l'aiuto di Jean e Ciclope. Successivamente Scott riesce a colpire Magneto e Logan trasferisce i suoi poteri a Rogue per rinvigorirla. Ripresosi dal coma in contemporanea con Charles, Wolverine parte per Alkali Lake, luogo dove crede di poter trovare indizi sul suo passato, Mystica finge di essere il Senatore Kelly, mentre il Professor Xavier va a far visita a Magneto nella sua prigione di plastica.

## Produzione
Nel 1990 i Marvel Studios vendettero i diritti degli X-Men alla Carolco Pictures e a James Cameron per farne una versione cinematografica; successivamente i diritti tornarono alla Marvel. Nei primi anni novanta la 20th Century Fox espresse interesse nel fumetto e ne acquisì i diritti con Lauren Shuler Donner in veste di produttrice.
Nel 1994 Andrew Kevin Walker fu ingaggiato per scrivere la sceneggiatura; successivamente fu rettificata da John Logan, James Schamus e Joss Whedon. Nel 1996 Michael Chabon riscrisse nuovamente la pellicola. La Fox approcciò Robert Rodríguez per la regia ma questo rifiutò; Tom De Santo contattò Bryan Singer, ma questi rifiutò la regia per due volte considerando i fumetti "robaccia". Solo dopo aver letto il fumetto, Singer accettò l'incarico. Nel 1997, Ed Solomon scrisse nuovamente il film e la Fox propose l'estate del 1998 come data di uscita. Successivamente, Christopher McQuarrie fu ingaggiato per rettificare la sceneggiatura insieme a David Hayter.. Le riprese sono iniziate il 4 gennaio 1999 e si sono concluse il 28 maggio dello stesso anno.

### Cast
- Hugh Jackman è Logan / Wolverine: burbero, possiede i sensi sviluppati e artigli di adamantio. Non ricorda il suo passato; entra a far parte degli X-Men. Inizialmente per tale ruolo era stato considerato Russell Crowe, ma l'attore abbandonò il progetto quando gli fu negato un compenso maggiore di quello previsto. Successivamente furono considerati John C. McGinley, Aaron Eckhart, Jean-Claude Van Damme, Viggo Mortensen, Edward Norton, Keanu Reeves e Gary Sinise. Venne scelto infine Dougray Scott, ma dovette rifiutare poiché impegnato sul set di Mission: Impossible 2, lasciando quindi la parte a Jackman.
- Patrick Stewart è il Professor Charles Xavier: potente telepate, fondatore degli X-Men e della scuola per mutanti.
- Ian McKellen è Erik Lehnsherr / Magneto: sopravvissuto all'Olocausto, controlla i metalli. È il leader della Confraternita dei mutanti. Per tale ruolo erano stati inizialmente considerati gli attori Christopher Lee, Terence Stamp e David Hemblen. La scelta è poi caduta su Sir Ian McKellen, già diretto da Synger nel 1998 in L'allievo, poiché, in quanto attivista per i diritti degli omosessuali, avrebbe capito al meglio la parte. "Ian ha risposto all'allegoria dei mutanti come estranei, espropriati e soli e si è inventato tutto questo durante la pubertà, quando le loro differenze diventano evidenti".
  - Brett Morris è Erik Lehnsherr / Magneto da bambino.
- James Marsden è Scott Summers / Ciclope: spara potenti raggi dagli occhi, è il leader degli X-Men. È fidanzato con Jean Grey. Tra gli attori che fecero il provino per la parte c'erano Jim Caviezel (che passò il provino, ma poi entrò nel cast di Frequency - Il futuro è in ascolto), Edward Norton (che nel 2008 sarà protagonista di L'incredibile Hulk), Thomas Jane (nel 2004 interpreterà Frank Castle in The Punisher), Jude Law e Owen Wilson. Curiosamente, qualche anno dopo Caviezel tornò dal regista Singer per il casting di Superman Returns (2006) nel ruolo principale, ma fu scartato anche per la sua esperienza in La passione di Cristo (2004) di Mel Gibson[senza fonte].
- Famke Janssen è Jean Grey: telecineta e telepate in erba, è una dottoressa e membro degli X-Men. È fidanzata con Scott.
- Halle Berry è Ororo Munroe / Tempesta: controlla le condizioni atmosferiche, è membro degli X-Men.
- Rebecca Romijn-Stamos è Raven Darkholme / Mystica: mutaforma alleata di Magneto.
- Anna Paquin è Marie / Rogue: assorbe poteri e linfa vitale della gente, viene aiutata dal Professor Xavier e Wolverine.
- Tyler Mane è Sabretooth: brutale bestia al servizio di Magneto.
- Ray Park è Toad: un mutante vagamente simile a un rospo, al servizio di Magneto.
- Bruce Davison è Robert Kelly: senatore schierato contro i mutanti.
- Shawn Ashmore è Bobby Drake / Uomo Ghiaccio: membro della scuola per mutanti del Professor X. Può creare e controllare il ghiaccio, inizia una relazione con Rogue.

#### Personaggi minori
Nel film appaiono per alcuni istanti diversi mutanti e personaggi dell'universo Marvel:
- Nel film è presente la famiglia di Magneto: la madre (Rhona Shekter) e il padre (Kenneth McGregor);
- Kitty Pryde/Shadowcat (interpretata da Sumela Kay);
- Pyro (interpretato da Alexander Burton);
- Jubilee (interpretata da Katrina Florece);
- Henry Gyrich (interpretato da Matthew Sharp);
- Nel film è presente la famiglia di Rogue: la madre (Donna Goodhand), il padre (John Nelles) e il fidanzato (Shawn Roberts).

#### Cameo
- Lo sceneggiatore David Hayter compare verso la fine della pellicola nel ruolo di un poliziotto.
- Il co-creatore del fumetto Stan Lee appare in un breve cameo come venditore di hot-dog su una spiaggia. Questo è il primo dei molti camei dell'autore nei film tratti dai suoi personaggi.
- Il produttore Tom DeSanto interpreta uno dei poliziotti.
- George Buza, la voce del personaggio di Bestia nella serie animata Insuperabili X-Men, interpreta il camionista che accompagna Rogue nel bar canadese.

### Altre versioni
Prima di arrivare alla versione definitiva, furono scritte molte sceneggiature del film. Ognuna di queste sceneggiature presentava una storia e dei personaggi differenti:
- la sceneggiatura scritta da Andrew Kevin Walker nel 1994 ma mai realizzata vedeva il Professor Charles Xavier chiedere a Wolverine di entrare a far parte del supergruppo degli X-Men composto dal leader Ciclope, Jean Grey, Uomo Ghiaccio, Bestia e Angelo. Il loro obiettivo era combattere Magneto ed il suo team composta da Sabretooth, Toad e Blob. Nella sceneggiatura facevano la loro comparsa anche le Sentinelle. Tutta la sceneggiatura si basava sul conflitto tra Wolverine e Ciclope e su Magneto che era stato causa del disastro di Černobyl'.[9]
- La sceneggiatura scritta nel 1996 mai realizzata di Michael Chabon vedeva al centro dell'attenzione Wolverine e Jubilee. Gli altri X-Men che facevano la loro comparsa erano il Professor Charles Xavier, Ciclope, Jean Grey, Bestia, Nightcrawler, Uomo Ghiaccio e Tempesta. La sceneggiatura non prevedeva nemici.[10]

#### Personaggi non utilizzati
Durante la pre-produzione del film furono inoltre fatti dei tagli ed alcuni personaggi e luoghi non furono infine utilizzati:
- Nightcrawler (apparso in X-Men 2);[11]
- Bestia (apparso in X-Men - Conflitto finale);[11]
- Blob (apparso in X-Men le origini - Wolverine);
- La Stanza del Pericolo (apparsa in X-Men - Conflitto finale);[11]
- Gambit (apparso in X-Men le origini - Wolverine).

## Colonna sonora

### X-Men Original Motion Picture Score
Lo score del film è stato composto da Michael Kamen.

#### Tracce
1. Death Camp
2. Ambush
3. Mutant School
4. Magneto's Lair
5. Cerebro
6. Train
7. Magneto Stand Off
8. The X-Jet
9. Museum Fight
10. The Statue of Liberty
11. Final Showdown
12. Logan and Rogue

## Distribuzione
Il film uscì nelle sale statunitensi il 14 luglio 2000, mentre nelle sale italiane il 27 ottobre dello stesso anno.

### Divieti
Il film è stato vietato ai minori di 13 anni per "violenza, linguaggio volgare, riferimenti sessuali e azione shi-fi".

### Edizioni home video
Il film fu distribuito in DVD a partire dal 21 novembre 2000 con i seguenti contenuti speciali:
- Scene tagliate;
- Intervista al regista Bryan Singer;
- The Mutant Watch: speciale;
- Dietro le quinte;
- Screen test di Hugh Jackman;
- Promo della colonna sonora;
- Animatics;
- Art gallery;
- Trailers & Spot.

## Accoglienza

### Incassi
X-Men ha ottenuto un incasso pari a $157,299,717 in Nord America e $139,039,810 nel resto del mondo, di cui $4,188,346 in Italia, per un incasso totale di $296,339,527.

### Critica
Il film ha ricevuto generalmente recensioni positive dalla critica. Su Rotten Tomatoes ha una percentuale di gradimento dell'82% con un voto medio di 7 su 10, basandosi su 177 recensioni. Su Metacritic attribuisce al film un punteggio di 64 su 100 basato su 33 recensioni.

## Riconoscimenti
- 2001 - Empire Awards
  - Miglior regia a Bryan Singer
- 2001 - MTV Movie Award
  - Candidatura al miglior film
  - Candidatura alla miglior performance maschile a Hugh Jackman
  - Candidatura alla miglior performance di gruppo a Halle Berry, Hugh Jackman, James Marsden e Anna Paquin
- 2001 - Saturn Award
  - Miglior film di fantascienza
  - Miglior regia a Bryan Singer
  - Miglior attore protagonista a Hugh Jackman
  - Miglior attrice non protagonista a Rebecca Romijn
  - Miglior sceneggiatura a David Hayter
  - Migliori costumi a Louise Mingenbach
  - Candidatura al miglior attore non protagonista a Patrick Stewart
  - Candidatura alla miglior attrice emergente a Anna Paquin
  - Candidatura al miglior trucco a Gordon J. Smith e Ann Brodie
  - Candidatura ai migliori effetti speciali a Michael L. Fink, Michael J. McAlister, David Prescott e Theresa Ellis Rygiel
- 2000 - Bogey Awards
  - Bogey Award
- 2001 - Premio Hugo
  - Candidatura alla miglior rappresentazione drammatica a Bryan Singer, David Hayter e Tom DeSanto
- 2000 - Las Vegas Film Critics Society Awards
  - Candidatura ai migliori effetti visivi a Michael L. Fink, Michael J. McAlister, David Prescott e Theresa Ellis Rygiel
- 2001 - Golden Reel Award
  - Candidatura al miglior montaggio sonoro
- 2000 - Phoenix Film Critics Society Awards
  - Candidatura al miglior trucco a Gordon J. Smith
- 2001 - Blockbuster Entertainment Awards
  - Miglior attore non protagonista in un film di fantascienza a James Marsden
  - Miglior attrice non protagonista in un film di fantascienza a Rebecca Romijn
  - Candidatura al miglior attore in un film di fantascienza a Patrick Stewart
  - Candidatura al miglior attrice in un film di fantascienza a Anna Paquin
  - Candidatura al miglior attrice non protagonista in un film di fantascienza a Famke Janssen
  - Candidatura al miglior cattivo a Ian McKellen
  - Candidatura al miglior attore esordiente a Hugh Jackman
- 2001 - BMI Film & TV Award
  - Miglior colonna sonora a Michael Kamen
- 2001 - Kids' Choice Awards
  - Candidatura alla miglior attrice protagonista a Halle Berry
- 2002 - Science Fiction and Fantasy Writers of America
  - Candifatura alla miglior sceneggiatura a Tom DeSanto, Bryan Singer e David Hayter
- 2001 - Taurus World Stunt Awards
  - Candidatura al miglior Stunt Specialistico a Steven McMichael
- 2000 - Awards Circuit Community Awards
  - Migliori effetti visivi
  - Candidatura al miglior trucco
- 2001 - Costume Designers Guild Awards
  - Candidatura ai migliori costumi a Louise Mingenbach
- 2001 - Online Film & Television Association
  - Candidatura al miglior trucco e acconciature
  - Candidatura ai migliori effetti visivi a Michael L. Fink, Mike J. McAllister, David Prescott e Theresa Ellis Rygiel
- 2001 - Political Film Society
  - Candidatura al Premio per i diritti umani
  - Candidatura al Premio per la pace
- 2001 - Publicists Guild of America
  - Miglior film

## Versioni alternative
Successivamente la 20th Century Fox ha distribuito una versione speciale del film dal titolo X-Men 1.5. In questa edizione, oltre alla versione cinematografica del film, è presente anche una edizione estesa con una manciata di scene inedite integrate alla pellicola.

## Sequel, prequel e spin-off

### Sequel
Il film ha avuto due sequel, X-Men 2 (2003) e X-Men - Conflitto finale (2006).

### Prequel
Il film ha avuto anche quattro prequel, X-Men - L'inizio (2011), X-Men - Giorni di un futuro passato (2014), X-Men - Apocalisse (2016) e X-Men: Dark Phoenix (2019).

### Spin-off
Successivamente, la serie viene ripresa attraverso uno spin-off sul personaggio di Wolverine, X-Men le origini - Wolverine (2009), che ha avuto successivamente un sequel, Wolverine - L'immortale (2013) nel quale viene anticipato il terzo sequel della serie principale, X-Men - Giorni di un futuro passato (2014). Quest'ultimo film è concepito come un sequel sia di X-Men - Conflitto finale (2006) che di X-Men - L'inizio (2011) dato che la trama si svolge con Wolverine e i suoi amici che vivono in un futuro distopico in cui loro sono gli unici sopravvissuti sulla faccia della Terra dato che le Sentinelle hanno ucciso ogni forma di vita esistente persino tutti gli esseri umani, quindi Wolverine viene mandato indietro nel tempo da Charles Xavier e Magneto attraverso i poteri di Kitty Pryde per impedire che il futuro distopico avvenga collaborando infatti con un giovane Charles, un giovane Quicksilver, un giovane Bestia e un giovane ma infido Magneto. Nel marzo 2017 è uscito Logan: The Wolverine terzo e ultimo film della serie dedicata a Wolverine, la trama di questo film si svolge in un universo alternativo, precisamente in un alternativo 2029 in cui gli umani hanno sterminato metà dei mutanti.